# Temporada 1992-1993 del Liceu
A la temporada 1992-1993 va tenir gran importància l'estrena d'una obra minimalista que va suscitar polèmica: Einstein on the beach, de Philip Glass. Així mateix, es va oferir per primera vegada al Liceu L'Orfeo de Monteverdi.
| Temporada 1992-1993 del Liceu |                         |                   |                          | |           |                                        |
| Òpera                         | Compositor              | Director musical  | Director d'escena        | Papers principals | Producció | Dates                                  |
| Einstein on the beach         | Philip Glass            |                   |                          | |           |                                        |
| Il trovatore                  | Giuseppe Verdi          | Lamberto Gardelli | Horacio Rodríguez Aragón | Vicenç Sardinero (19, 22 abril; 1, 3 maig) / Joan Pons (25, 28, 30 abril; 4 maig), Aprile Millo (19, 22, 25 abril) / Michèle Crider (28 abril; 1, 4 maig) / Sharon Sweet (30 abril; 3 maig), Nina Terentieva (19, 22, 25, 28, abril; 1, 4 maig) / Dolora Zajick (30 abril; 3 maig), Dennis O'Neill (19, 22, 25, 28 abril; 1, 3 maig) / Vladimir Popov (30 abril; 4 maig), Stefano Palatchi, María Uriz, Alfredo Heilbron, Joan Tomàs, Antoni Lluch |           | 19, 22, 25, 28, 30 abril; 1, 3, 4 maig |
| L'Orfeo                       | Claudio Monteverdi      |                   |                          | |           | 20 de maig de 1993                     |
| Così fan tutte                | Wolfgang Amadeus Mozart | Alan Hacker       | Luc Bondy                | Verónica Villarroel/Teresa Ringholz, Susanne Mentzer/Itxaro Mentxaca, Martin Gantner/Urban Malmberg, Robert Gambill/Joan Cabero, Gloria Fabuel/Zoraida Salazar, Barry Mora/Stafford Dean |           | 17 de juny                             |